# Águilas Reales de Zacatecas
Águilas Reales de Zacatecas, znany najczęściej jako Águilas Reales – meksykański klub piłkarski z siedzibą w mieście Zacatecas, w stanie Zacatecas. Obecnie gra w Segunda División de México (III szczebel rozgrywek). Domowe mecze rozgrywa na obiekcie Estadio Francisco Villa.